# Cristian Tello
Cristian Tello Herrera (Sabadell, 11 de agosto de 1991) é um futebolista espanhol que atua como atacante. Atualmente defende o Al-Orobah.

## Clubes
Integrou as categorias de base do Barcelona até 2008 quando transferiu-se a equipe rival Espanyol. Foi recontratado pelo Barcelona em 2010 estreando pela equipe principal em novembro de 2011 contra o L'Hospitalet pela Copa do Rei.
Em julho de 2014 foi emprestado ao Futebol Clube do Porto por duas temporadas com opção de aquisição ao final.
Em 22 de janeiro de 2016 foi emprestado a Fiorentina por seis meses.
Sem espaço no clube catalão, Tello foi novamente emprestado, por uma temporada, para a Fiorentina.
Em julho de 2017, Tello acertou com o Betis, o valor da transferência foi de € 4 milhões.

## Seleção Espanhola
Estreou pela Seleção Espanhola principal em 14 de agosto de 2013 ante ao Equador.

## Títulos
Barcelona
- Copa do Rei: 2011–12
- Campeonato Espanhol: 2012–13
- Supercopa da Espanha: 2013

Real Betis
- Copa do Rei: 2021–22

Seleção Espanhola
- Eurocopa Sub-21: 2013